# بونتيبول
يغير بونتيبول كل شيء هي الرواية الثانية في ثلاثية بونتيبول بواسطة توني بيرجس، نُشرت أول مرة عام 1995. 
تم تكييفه في فيلم بونتيبول لعام 2008 مع سيناريو بواسطة بيرجس وترشيحه لجائزة جيني للتكيف.

## ملخص
نوع جديد من الفايروسات الذي ينتشر من  خلال استخدام اللغة يظهر في بلدة بونتيبول الصغيرة في أونتاريو. الضحايا يفقدون القدرة على فهم اللغة، يدفعهم ذلك إلى نوبات من  الجنون والغضب الحيواني.في هذه الرواية، انتشار طاعون غريب، AMPS(اكتساب القمل النقلي)، تسبب في انزلاق الناس عبر أونتاريو فقدان القدرة على الكلام ثم إلى غضب الزومبي الآكل للحم. AMPS نقلها من خلال اللغة والطريقة الوحيدة لوقف انتشارها هي حظر التواصل. هذا الفيروس  الميتافيزيقي المفكك يتطلب منهج   متعدد التخصصات والأطباء، علماء السيميائية، علماء اللغة وعلماء الانثروبولوجيا وحتى نقاء الفن يقدمون نظريات حول مصدرها وعلاجها.

## روابط خارجية
This article about a thriller novel of the 1990s is a stub. You can help Wikipedia by expanding it.
See guidelines for writing about novels. Further suggestions might be found on the article's talk page.